# سيف الإسلام خطاب
خطاب واسمه الحقيقي  سامر السويلم (14 إبريل 1969م - 20 مارس 2002م )، ولقبه خطاب وهو اختصار للقبه القديم ابن الخطاب بسبب إعجابه وتأثره الشديد بعمر بن الخطاب ويلقب أيضاً بين أنصاره الأمير خطاب و سيف الإسلام خطاب رغم أن وسائل الإعلام أعلنت في نقل خبر وفاته أن اسمه هو ثامر السويلم يعتبر خطاب أحد رموز المجاهدين العرب وسموا لاحقاً بالأفغان العرب حيث قاتل في كل من أفغانستان، طاجيكستان، داغستان والشيشان.
كما تمت اضافته على لائحة المطلوبين للانتربول بتهم تتعلق بالإرهاب بضغوط من روسيا الإتحادية.
عرف بتفوقه الدراسي حيث تخرج من الثانوية العامة بتخصص علمي بمعدل 94% ما ساعده بدخول شركة أرامكو بمدينة الظهران شرقي السعودية كطالب متدرب يستلم فيه شهرياً 2500 ريال ولكنه تركها بعد أحداث أفغانستان الأولى.
بدأ رحلته في أفغانستان وكان ذلك عام 1988 وحضر أغلب العمليات الكبرى في الحرب الأهلية الأفغانية منذ عام 1988 ومن ضمنها معركة جلال آباد وخوست و معركة كابل في عام 1993. كما كان يتحدث بأربع لغات، اللغة العربية واللغة الروسية والإنجليزية والبوشتو.
توفي في أوائل شهر صفر من عام 1423 هـ  والموافق 20 مارس 2002م  وله من العمر 33 عاماً. نتيجة لعملية اغتيال من قبل أحد المجاهدين المزدوج العمالة دسه الجيش الروسي بين المجاهدين من داغستان حيث أعطى رسالة مسمومة لـ خطاب أدت إلى مقتله، لم يعترف حينها مجلس الشورى العسكري بمقتل خطاب إلا بعد إسبوعين من وفاته حيث أصدر بيان رسمي يوضح كيفية الوفاة وكيف تسلل الفيديو الذي تم تصويره لجثة خطاب بعد وفاته إلى الجيش الروسي ومنه إلى وسائل الإعلام الروسية.
كان خطاب سلفياً في جهاده فقد كان يرى أن تطبيق شرع الله هو الهدف من الجهاد كما أن نصرة المسلمين واجب شرعي لا يترك. تميز بخططه وفكره العسكري نوقشت نظرياته في الجهاد وأطروحاته كثيراً من قبل العسكريين فترة من زمن وأرخت وحللت مميزاتها وفوائدها التي وصفها أحد خبراء الروس بأنها جهنمية ووصفها خبير آخر بأنها شيطانية.
كما تم إطلاق اسمه على قنبلة يدوية منزلية الصنع تنطق خطابكا (الروسية: хаттабка) صنعت واستخدمت من قبل المجاهدين في شمال القوقاز بطابع سوفيتي الصنع والشكل.

## النشأة
ولد خطاب في عرعر شمال المملكة العربية السعودية ومكث فيها حتى انتهى من الصف الرابع الابتدائي وعمره عشر سنوات، وفي عرعر كان والده يأخذه مع أخوته كل أسبوع إلى المناطق الجبلية يعلمهم الشدة والشجاعة ويضع على ذلك الجوائز والحوافز كما يطلب منهم العراك والصراع حتى تشتد سواعدهم وفي هذا الجو بدأت تظهر آثار النجابة والشجاعة على خطاب، انتقل والده لاحقاً إلى الثقبة في الدمام، أما عن والدته فما زالت على قيد الحياة وهي بنت مهجع بن إسماعيل بن محمد الشملاني من جنوب حائل ذهب والدها من جنوب حائل إلى سوريا وفي سوريا ولدت أم خطاب، ولخطاب من الإخوة خمسة هو آخرهم في الترتيب. كان بيت أسرة خطاب كأي بيت في ذلك الوقت من جهة حب الدين والاهتمام بشعائره الظاهرة إلا إنه كان يتفوق على كثير من البيوت بالاهتمام بالشريط الإسلامي والمجلة الإسلامية والتي كانت شبه معدومة في ذلك الوقت.

### شبابه

خطاب وهو طفل

كان خطاب في بداية شبابه يحلم كأي شاب بالوظيفة والرتبة العالية لهذا عرف بتفوقه الدراسي حتى أنه تخرج من الثانوية العامة بتخصص علمي ومعدله أكثر من 94% في النصف الثاني وكان أمله أن يدخل شركة أرامكو بمنطقة الظهران شرقي السعودية في نظام - CPC وهو نظام يتيح للدارس الابتعاث إلى خارج المملكة العربية السعودية - وفعلاً تحققت أمنيته ودخل في ذلك النظام التدريبي وكان يستلم راتباً شهرياً قدره 2500 ريال وجلس على مقاعد الدراسة قرابة النصف سنة وكان من أميز الطلاب في فصله ونال إعجاب معلميه وزملائه ولكن بعد أحداث أفغانستان الأولى ترك الدراسة وضحى بها.
مواقف وأحداث

كانت مرحلة شبابه مليئة بالمواقف ومنها أنه ذات يوم خرج ليركب سيارته وكان هناك قط داخل محرك السيارة فحرك السيارة فقطعت القط. كان يوماً عصيباً على سامر فقد حمله أخواه منصور وماهر وهو كاد أن يغمى عليه، وقد خرجت الدموع من عينيه لأجل تلك القطة وكان يسأل ويصرخ هل هي ماتت، كان أيضاً يحب مداعبة الأطفال في شبابه عندما كان طالباً في الثانوية بحمله لهم على ظهره وصدره ويقول لهم اركبوا على ظهري واضربوا رأسي والتي كانت تضيف سعاده على قلبه كثيراً، عرف خطاب بـ صاحب الجيب الخالي فلم يكن المال له حظ في جيبه منذ شبابه وتعاهد إخوته أن لايعطوه شيئاً إن طلب منهم شيئاً ليس بغضاً فيه وإنما خوفاً عليه من كثرة ماينفق يقول أخوه ماهر:

خطاب قبل ذهابه إلى أفغانستان بالزي العربي الخليجي

ويذكر أخوه منصور أن خطاب انطلق يوماً بسيارته وفي طريق المطار شاهد مسلماً سودانياً يرفع يديه طالباً المساعدة فتوقف عنده وتبين أن السيارة أصابها العطل والرجل مسافر على الطائرة بعد قليل فقال خطاب دع سيارتك وسافر وأنا سأسحبها فوافق الرجل وهو خائف على سيارته حيث لم تكن بينهم صلة معرفة، وفعلاً سافر الأخ السوداني ثم  سحب خطاب سيارته واقترض مبلغاً من المال وأصلح السيارة بدون أن يعلم أحد وعندما حضر السوداني كانت المفاجأة فالسيارة أصلحت وخطاب يرفض المبلغ فأصر السوداني على الدفع فصاح في وجهه خطاب نحن لا نريد المال وخرج الرجل من البيت ووجهه يتهلل فرحاً.
كان منذ صغره يكره الظلم وأهله حتى وردت عليه المشاكل من كل حدب وصوب بسبب حبه للنصرة حتى ولو على من هو أقوى منه، خرج ذات يوم مع أحد زملائه من الدراسة في شركة أرامكو وعندما وصلا إلى مواقف السيارات شاهدا خمسة من الشباب المعروفين بفسادهم وظلمهم يحيطون بشاب طيب يريدون ضربه وقد أعدوا عدتهم من العصي الغلاظ فقال خطاب لصاحبه السائق:«قف حتى نعينه» فقال صاحبه «دعهم ونحن لا نريد المشاكل» فأقسم خطاب ونزل من السيارة نصرة لذلك المستضعف ورفض صاحبه النزول لعدم رغبته في المشاكل، تحرك هؤلاء الشباب المفسدون جهته فقاتلهم مدة لوحده وكلما ازدادوا في ضربه ازداد صبراً وثباتاً يقول صاحبه الذي في السيارة:«لم أصدق ما رأيت خرج سامر من هذا القتال وقد أثخنوه وأثخنهم رغم توحده وانفراده.»
وفي يوم آخر حصل نزاع في فصله الدراسي في نفس الشركة السابقة بين طالب سني وطالب من إحدى الطوائف المخالفة لأهل السنة فتنادى أبناء هذه الطائفة من كل مكان وأدخلهم الحراس الذي ينتمي بعضهم لهذه الطائفة واجتمع أكثر من 200 منهم أمام المدرسة التدريبية وكان عدد أهل السنة قليلاً جداً فخشوا من الغلبة وكان يسمع خلف الصفوف صراخ وصياح من شاب يقول لاتدعوهم لن اتركهم أبداً فلما نظروا خلف الصفوف وإذا هو خطاب قد استعد للقتال وفعلاً اشتعلت النار بين الطرفين، ومن ذلك اليوم علت الناس رهبة وهيبة من هذا الشاب.

## جهاده في أفغانستان
هاجر خطاب إلى أفغانستان بسن 18 ربيعاً والتحق بالمجاهدين حيث تدرب معهم في أفغانستان للاشتراك في القتال ضد القوات السوفيتية العادية منها والخاصة، حضر خطاب الكثير من العمليات العسكرية في الجهاد الأفغاني منذ عام 1988 ومن ضمنها جلال آباد، وخوست، وكابول في عام 1993 حيث قضى الفترة ما بين 1989 إلى 1994 في أفغانستان وخلالها التقى بمؤسس قاعدة الجهاد أسامة بن لادن، وفي عام 1994 تم تعيينه من قبل المجهادين مسؤول عسكري على مخيم لتدريب المجاهدين في خوست الذي استطاع فيه تدريب المئات من المجاهدين الشيشانيين والأتراك والطاجيك للقتال في ثورة جوهر دوداييف الانفصالية الشيشانية من روسيا، مستغلاً علاقاته وصلاته بالقاعدة لتدعيم الجهاد الشيشاني.

خطاب في شبابه أثناء الغزو السوفييتي لأفغانستان

نشرت بعض المعلومات والأخبار من جهات أرمينية تشير إلى مشاركة خطاب وبعض رفاقه من الشيشان في حرب أرمينيا وأذربيجان دفاعاً عن حقوق المسلمين الأذربيجانيين حيث التقى هناك بشامل باسييف ما وطأ العلاقة بينهم لاحقاً في الشيشان. كما قيل أن له دور جهادي في الدفاع عن المسلمين في البوسنة ضد الصرب تعلق بالتوجيه والتدريب.
بعد هزيمة الجيش السوفيتي وانسحابهم من أفغانستان سمع خطاب ومجموعة صغيرة من رفاقه عن حرب أخرى تدور ضد نفس الجيش ولكنها هذه المرة كانت في طاجيكستان فأعد حقائبه ومعه مجموعة صغيرة من الرفاق وذهبوا إلى طاجيكستان في عام 1993 ومكثوا هناك عامين حتى 1995 يقاتلون الجيش السوفيتي في الجبال المغطاة بالثلوج ينقصهم الذخائر والسلاح. وهناك فقد أصبعين من أصابع يده اليمنى، حين انفجرت قنبلة يدوية في يده ما نتج عنها إصابة بالغة ادت إلى قطع أصبعين من يده اليمنى، وقد حاول إخوانه المجاهدون إقناعه بالعودة إلى بيشاور للعلاج ولكنه رفض وصمم على وضع عسل النحل على إصابته وربطها قائلاً «أن هذا سوف يعالج هذه الإصابة وليس هناك حاجة للذهاب إلى بيشاور» وظل هذا الرباط ملفوفاً على يده منذ ذلك اليوم وحتى اغتياله.

بعد عامين في طاجيكستان عاد خطاب ومجموعته الصغيرة إلى أفغانستان في بداية عام 1995 وكان في هذا الوقت بداية الحرب في الشيشان حيث وصف شعوره عندما رأى أخبار الشيشان على محطة تلفزيونية تبث عبر القمر الصناعي في أفغانستان فقال: 

## جهاده في الشيشان
رحل خطاب من أفغانستان ومعه مجموعة مكونة من ثمانية مجاهدين مباشرة إلى الشيشان كان ذلك في ربيع 1995 أربع سنوات مضت بعد ذلك جعلت تجربة خطاب في أفغانستان وطاجيكستان تظهر كأنها كانت لعبة أطفال، يقول المسئولون في الجيش الروسي:
 كانت الشيشان هي المحطة الأهم في حياته حيث كان قائداً للمجاهدين العرب هناك فكانت له أهمية عسكرية كبيرة كمخطط ورديف حيث تعاون مع القائد الشيشاني شامل باسييف في عمليات كثيرة في الشيشان وفي داغستان كما استطاع إجبار القوات الروسية على إعلان وقف إطلاق النار في الحرب الشيشانية الأولى عام 1996. كانت نفسه تحدثه بالبقاء أو الانصراف عن الشيشان والرجوع إلى طاجكستان خاصة وأنه جاءها للتقديم المساعدة فقط ولم يكن ينوي الإقامة فيها لكنه لما رأى الجهاد بدأت نفسه تراوده في البقاء ولكن مع تردد كثير.

صورة تجمع الكوماندر خطاب مع القائد الأمير شامل باسيف أثناء الجهاد في الشيشان

جرت عادته على رسم خريطة حول كل منطقة يريد العمل فيها سواء من جهة الأماكن أو الطبائع أو العادات أو الأشخاص، ولما ذهب إلى الشيشان لم يكن يعرف حقيقة هذه المنطقة فجعل من نفسه كمراسل تلفازي يمر بين الناس ويضع معهم اللقاءات ويلقي عليهم الأسئلة ويتحسس المعاني المهمة في أجوبتهم يذكر أنه قابل شامل باساييف بهذه الطريقة أيضاً، ولكن الموقف الذي هز شعوره وحرك عواطفه هو لقاؤه مع عجوز طاعنة في السن حيث سألها: «ماذا تريدون من قتال الروس؟» فقالت العجوز له:«نريد أن نخرج الروس حتى يرجع إلينا الإسلام» فسألها «هل عندكِ شيء تقدمينه للجهاد؟» فقالت: «ليس عندي سوى هذا المعطف أجعله في سبيل الله.» ما جعلت خطاب يبكي بشدة وتبتل لحيته بدموعه فكانت هذه العجوز سبباً في بقاء خطاب. ومن أهم قراراته هو أنه جعل القيادة العسكرية بيد الشيشانيين عرف الشعب الشيشاني بحميته لأرضه وعرقه فخشي أن يكون ذلك مدخلاً لخلخلة الجهاد من خلال العملاء والخونة الذين يجيدون هذا النوع من المكر، كذلك كان هناك الصوفية يحاولون نزع الإجماع الشعبي من حوله بالتذكير بأصله غير الشيشاني، دخل خطاب تحت قيادة جوهر دوداييف القائد الشيشاني السابق وأعجب به لخفة نفسه وحسن تعامله، وارتفع في نفسه عندما سأله قائلاً: «ما هو هدفكم من الجهاد ياجوهر دوداييف ؟» فقال القائد الشيشاني: «كل طفل من القوقاز هجر إلى المهجر عشرات السنين يحلم أن يرجع الإسلام إلى أرضه.»

### العمليات والمواقع
في يوم 16 أبريل 1996 قاد خطاب عملية من أجرأ العمليات وكانت عبارة عن كمين شاتوى وفيها قاد مجموعة مكونة من 50 مجاهداً لمهاجمة والقضاء على طابور تابع للجيش الروسي مكون من 50 سيارة مغادرة من الشيشان، تقول المصادر العسكرية الروسية أن 223 عسكرياً قتلوا من ضمنهم 26 ضابطاً كبيراً ودمرت الخمسون سيارة بالكامل، نتج عن هذه العملية إقالة ثلاثة جنرالات وأعلن بوريس يلتسين بنفسه عن هذه العملية للبرلمان الروسي، قام المجاهدين بتصوير هذه العملية بالكامل على شريط فيديو، بعدها بشهور نفذت نفس المجموعة عملية هجوم على معسكر للجيش الروسي نتج عنه تدمير طائرة هليكوبتر بصاروخ AT- 3 Sager المضاد للدبابات ومرة أخرى تم تصوير العملية بالكامل على شريط للفيديو، كما شاركت أيضا مجموعة من مقاتليه في هجوم غروزني الشهير في أغسطس 1996 الذي قاده القائد الشيشاني شامل باسييف.
ظهر اسم خطاب مرة أخرى على الساحة في يوم 22 ديسمبر 1997 عندما قاد مجموعة مكونة من مائة مجاهد شيشاني وغير شيشاني وهاجموا داخل الأراضي الروسية وعلى عمق 100 كيلو متر القيادة العامة للواء 136 الآلي ودمروا 300 سيارة وقتلوا العديد من الجنود الروس وقد استشهد في هذه العملية اثنان من المجاهدين من ضمنهم أحد كبار القادة من مصر في جماعة خطاب، بعد انسحاب القوات الروسية من الشيشان في خريف 1996 أصبح خطاب بطلاً قومياً في الشيشان ومنح هناك ميدالية الشجاعة والبسالة من قبل الحكومة الشيشانية ومنحوه أيضاً رتبة لواء في حفل حضره شامل باسييف وسلمان رودييف وهما قادة في حرب الشيشان، وقبل مقتل جوهر دوداييف كان خطاب يحظى لديه بالاحترام والجدير بالذكر أن خطاب نجا من محاولات عديدة لاغتياله منها عند قيادته لشاحنة روسية كبيرة انفجرت وأصبحت حطاماً ومات من كان بجانبه وهو لم يصب بخدش.

### تفجيرات 1999
اتهم جهاز المخابرات الروسي المجاهدين الشيشان بتفجيرات عام 1999 في الأحياء سكنية واصفةً خطاب بالعقل المدبر لها، مباشرةً وفي 14 سبتمبر من نفس العام صرح خطاب للصحافة الشيشانية الذي تناقلته الصحافة الروسية قوله: «نحن لسنا من نوع الرجال الذي يقتل المدنيين المسالمين العزل خاصة النائمين منهم.» اختلفت الآراء حول التفجيرات حيث انقسم الخبراء إلى فريقين، فريق من الخبراء في الشأن الروسي والعسكري حلل التفجيرات بأنها مزيفة ومن صنع المخابرات الروسية غرضها التحريض الشعبي والسياسي لعمليات العسكرية ضد الشيشان، بينما أكد آخرون لمسات خبراء حرب العصابات الجهاديين بالواقعة.

## اغتياله
نشرت إشاعات كثيرة بمقتل خطاب منها خبر مقتله في فخ نصب له في قرية دويسي في إقليم بومكيسي بجورجيا بتاريخ 28 أبريل عام 2002، لكن اتضح لاحقاً لبس الخبر وخطأه. كما أنه نجا مرةً من انفجار لغم قوي أصابه بجروح في بطنه وأجزاء من جسمه السفلية. وفي نفس العام - 2002 - استطاع الجيش الروسي تنفيذ عملية اغتيال نوعية لخطاب حيث دس عميل داغستاني لهم في صفوف المجاهدين وإعطائه رسالة مسمومة أدت إلى مقتله، لم يعترف مجلس الشورى العسكري بمقتل خطاب إلا بعد إسبوعين من وفاته حيث أصدر بيان رسمي يوضح كيفية الوفاة وكيف تسلل الفيديو الذي تم تصويره لجثة خطاب بعد وفاته إلى الجيش الروسي ومنه إلى وسائل الإعلام الروسية.

خطاب أثناء دفنه

أما تفاصيل الاغتيال فهي أن أحد القادة الميدانيين العرب قد أرسل رسولاً إلى خطاب يحمل إليه رسالة خطيه وفي وسط الطريق أرسل خطاب رسولاً من عنده ليتسلم الرسالة، ولكن ذلك الرسول الذي من عند خطاب كان عميلاً - إبراهيم ألاوري داغستاني - فوضع سماً في الرسالة وفور تسلم خطاب لها وملامسة السم ليده لم يلبث سوى خمس دقائق ومات متأثراً بالسم، الرسالة كانت من قبل والدة خطاب آتية من السعودية، لكنها لم تصل لخطاب حيث وقعت في يد المخابرات الروسية التي كانت تعد العدة لشن هجوم شامل وواسع على المجاهدين العرب والقوقازيين في جبال القوقاز المثلجة، لكن عند حصولهم على هذه الرسالة استغلها الروس وخططوا بواسطتها اغتيال الكوماندر خطاب السويلم، العملية التي استغرقت 6 أشهر من العمل والتخطيط وكللت بالنجاح في آخر المطاف، لم ينس المجاهدون خطاب فلاحقوا قاتله - إبراهيم ألاوري - وتمت تصفيته في باكو في أذربيجان بأوامر من رفيق درب خطاب الأمير شامل باسييف. رغم أن المجاهدين تكتموا خبر موته لمصلحة الجهاد ولحين ترتيب الأوضاع إلا أنه تسربت أنباء مصرعه حيث وقع شريط الفيديو الذي صوره المجاهدون لجثمان خطاب في أيدي القوات الروسية وبادرت القوات الروسية بنشر الشريط.

كانت لدى والد خطاب أمنية وهي أن يراه قبل وفاته، انتظر والده سنوات وسنوات لعل يوماً يطل عليه من الباب وجه خطاب ولكن عرف الوالد أن رؤيا ابنه من الصعوبة بمكان، ثم فاضت روح والده ولم تتحقق أمنيته. وقال خطاب في إحدى المناسبات: 
رغم أن خطاب عربي مسلم ورغم أنه قائد معروف لدى دول العالم إلا أنه لم تبد أي قناة عربية ما عدا الجزيرة له اهتماماً، فكانت هي أول وأكثر قناة تناولت الخبر ووضعت له برنامجاً خاصاً وأعادت لقاءات تمت معه لتعطي صورة واضحة في متابعة الحدث، أما القنوات الأجنبية فكانت متابعة للحدث بقوة ففي روسيا قطع البث التلفازي من أجل عرض بيان وزارة الدفاع الخاص بمقتل خطاب بل عرض عدة مرات في تلك الليلة واليوم التالي، ووزعت التبريكات من خلال مشاركات المشاهدين ووضعت اللقاءات التي تحدثت عن هذا النصر الروسي، وأقيمت برامج كاملة عن حياة خطاب ونوقشت فيها أفكاره العسكرية وخططه التي وصفها أحد خبراء الروس في برنامج عرض في أحد أيام السبت بأنها جهنمية ووصفها خبير آخر بأنها شيطانية ولم تغفل البي بي سي ولا السي إن إن هذا الحدث فتحدثت عنه بإسهاب.

## الإرث الثقافي

### التكتيكات الجهادية الخطابية
خمسة عشر عاماً تقريباً قضاها خطاب في جهاد متواصل، في مناطق مختلفة من العالم الإسلامي، في أفغانستان، و طاجيكستان، و داغستان والشيشان، وخلال تلك الأعوام المتلاحقة، تكونت لديه رؤية واضحة للجهاد، كانت تسوقه في مسيرته، وتمهد له الطريق في دروب الجهاد الوعرة، رؤية تنطلق من الكتاب والسنة وترتكن على خبرة وتجربة عريقة رغم حداثة سنه، الجهاد في أدبيات الكوماندر خطاب هو ذروة سنام الإسلام وله أهدافه التي لا يُسمح أن يحيد عنها المجاهدون وإلا لم يعد ما يفعلونه جهاداً والانطلاق من الكتاب والسنة وفهم السلف في مسيرة الجهاد الطويلة الشاقة أمر لا تفريط فيه. أيقن خطاب تماماً أن النصر في المعركة مع الروس ثاني أقوى دولة في العالم، إنما يكون بتوفيق الله وبقوة الإيمان واليقين. الحرب التي يخوضها العالم الغربي وروسيا إنما هي في مجملها حرب ضد الإسلام مهما اختلفت المسميات ومهما حاولوا أن يظهروها على غير ذلك.علم خطاب جيداً في جهاده ضد الروس أن هزيمتهم لن تكون هزيمة عسكرية بالمعنى المفهوم، أي مواجهة بين جيش الشيشانيين والروس تنتهي بانتصار المسلمين وانسحاب الروس لعجزهم العسكري ولكن النصر على الروس يكون باستغلال أهم نقطة ضعف عندهم وهي العجز عن تحمل قدر كبير من الخسائر البشرية خاصة إذا استمرت الخسائر لفترة طويلة، على الرغم من احتفاظهم بقوتهم العسكرية كاملة كما هي وقدرتهم على تعويض خسارتهم.

في إطار المواجهة العسكرية مع الجيش الروسي يعتبر خطاب ورفاقه أن أهم عوامل التفوق وإرباك العدو هو عدم وجود أي منشآت حيوية أو مقرات ثابتة للمجاهدين في الشيشان، فهم دائماً مجموعات صغيرة دائمة التنقل يتبدل مكانها من المدن والقرى إلى الجبال حسب تطورات المعارك، ويستشهد خطاب بالجيش الروسي الذي عجز عن التوافق مع هذا التكتيك فمضى يحارب المجاهدين بأسلوب عقيم لا يتناسب مع ظروف الميدان. كان خطاب يؤمن بالجهاد من خلال الإعلام لذلك فهو دائماً يصر على تصوير كل عملياته. ويقول:

خطاب مصفياً ضابط في الجيش الروسي

وهو يعتقد بأن الكلام وحده ليس كافياً لدحض الإدعاءات الكاذبة لإعلام العدو بل يجب توثيق هذا الكلام بالأدلة عن طريق الأفلام المصورة لدحض ادعاءاتهم. وقد صور شرائط مطولة للعمليات الأخيرة في داغستان تظهر مقتل أكثر من 400 جندي روسي وهذا الرقم يزيد عشر مرات عن الرقم الرسمي للمسؤولين الروس الذين قالوا أن قتلاهم في داغستان كانوا 40 جندياً.
النصر في المعركة بين المجاهدين والروس له علامات خاصة، وتدهور الأحوال العسكرية للجيش الروسي لا تعني بالضرورة أن يسترجع الشيشانيون أراضيهم ويطردوا الروس منها بين عشية وضحاها، بل لابد قبل ذلك من صبر طويل واستنزاف للعدو الروسي وهذا يعني أن الاحتفاظ بالأرض يحتاج إلى فقه واقعي عسكري حكيم، ففي بدء المعارك أصر المجاهدون على الاحتفاظ بالمدن الرئيسة تحت سيطرتهم وقاوموا الغزو الروسي أسابيع طويلة لأن الاحتفاظ بها يرمز إلى الثبات ولكن لما اشتد الهجوم وزادت وحشية القصف ولحق الضرر بالمسلمين ظهرت المرونة في تكتيك المجاهدين حيث تنازلوا عن المدن التي يحتفظون بها وانتقلوا فوراً إلى مرحلة حرب العصابات والتي من أهم شروطها عدم الاحتفاظ بمكان ثابت أوالدفاع عنه.

### نظريات تأسيس المجاهدين
لم يكن خطاب يقاتل بأسلوب عشوائي وإنما كان له فكر جهادي ناضج حتى أصبح مدرسة ومنهجاً في رجال السلفية الجهادية نظرياته القتالية الثلاث النظرية الأولى التربية، وعلى هذا الأساس كلما أتى بلداً من البلدان وأراد أن يفتح باب الجهاد فيها قام بأخذ مجموعة من شبابها ثم يعتنى بهم ويضعهم في محاضن دعوية حتى يكونوا هم أساس الدعوة والجهاد في ذلك البلد، وفي الشيشان أنشأ معهد القوقاز الديني لتخريج الدعاة، أول مجموعة اعتنى بها في الشيشان كانت من 90 شخصاً ثم صفاها حتى وصل عددها إلى 60 شخصاً، مع وجود معارضة من بعض الشيشانيين في هذا الأمر حيث طالبوا بالقتال ابتداء وكانوا يحتجون بضيق الوقت واحتلال بلاد المسلمين والعبث بها ولكنه أصر على هذا الأمر، كما كان يحث جنوده على مسألة مهمة وهي مطابقة الفعل مع القول. النظرية الثانية التجهيز، فقد بلغ به الأمر أنه كان يجهز عتاد السنة قبلها فكان يُعْجِز من حوله بدقة الترتيبات، حتى كان مدرسة في التنظيم والترتيب منذ كان في أفغانستان، وكان استعداده يشمل الطعام والسكن والطريق والاستخبارات حول العدو بحيث يحصل التكامل في تجهيزه واستعداده. النظرية الثالثة القتال، طالب بعض الخبراء العسكريين الروس أن تدرس أفكاره العسكرية في جامعاتهم نظراً لعدة أمور منها أن الشيشان صغيرة ومكشوفة تكنولوجياً وعسكرياً ومع ذلك نجح في مهمتين: استطاع التخفي بجنوده والحفاظ عليهم، واستطاع أيضاً دك القوات الروسية وإيقاع الخسائر بها.

### ثوابت في جهاد خطاب
لم يكن خطاب يقاتل بأسلوب عشوائي أو يجاهد انطلاقاً من عاطفة غير موزونة، بل كان في جهاده عبر سنوات طويلة ينطلق من ثوابت واضحة وأكيدة استمدها من الكتاب وسنة النبي وتعلمها من رفاقه المجاهدين الذين التقاهم عبر خمسة عشر عاماً من الجهاد المتواصل ومنها: الجهاد ليس مرتبطاً بحياة القائد، إن بقي يمضي الجهاد في طريقه وإن قتل استمر الجهاد إلى قيام الساعة وهذا أمر كان خطاب يؤكد عليه، لعلمه من أن يلقى حتفه في أي لحظة. الجهاد هدفه الأول إقامة شرع الله هكذا كان خطاب يعتقد ويظهر ذلك في مراحل كثيرة من حياته وكلماته، فقد ذهب هو ورجاله لكي يدعموا المسلمين في القرى الداغستانية التي أعلنت إقامة الشريعة فأعلنت روسيا الحرب عليها كما أنه ذكر أكثر من مرة أن تطبيق الشريعة هو الهدف الرئيس للجهاد في الشيشان. لا سبيل للتفاوض مع الأعداء ولا يمكن أن يجلس المجاهدون مع قتلة المسلمين على مائدة واحدة لكي يخرجوا بقرارات وهمية. لا انتهاء للحرب مع الأعداء إلا بأن يزال الضرر الواقع على المسلمين وأن ترجع إليهم حقوقهم وأراضيهم ويستردوا حريتهم، أما وضع نهايات أخرى ملفقة للحروب فذلك أمر من قبيل الخداع لا يستجاب لها.

القائد ليس منصباً مريحاً ولا يعني الأمان أو الابتعاد عن أوجه الخطر بل بالنسبة إلى خطاب القيادة معناها مزيد من التضحية والفداء لرجاله من كل خطر، القيادة هي مسؤولية وولاية تولاها على المسلمين فعليه أن يكون ناصحاً لهم وهكذا كان خطاب كما يروي عنه رفاقه ويقول أبو عمر النجدي في مقالاته عن الانحياز من غروزني والصعاب التي واجهوها في ذلك:

وحدة الصف هي دعامة أساسية في مواجهة عدو غاشم وملحد كالروس وعندها ينبغي التغاضي عن أي خلاف سياسي واعتبار أن الجميع في خندق واحد، وكان خطاب رغم ما بينه وبين أصلان مسخادوف من اختلافات كثيرة في المواقف أو الرؤى إلا أنه كان يحرص على إظهار وحدة الصف وأن الخلاف أمر طبيعي والمهم أن يكون الجميع في نفس الخندق. حيث كان يكره الالتحام مع المخالفين حتى لا ينشغل بالمسلمين عن عدوهم المشترك فيمنع التعرض للجماعات السنية بأي سوء حتى لا يحصل التشرذم والتفرق لهذا كان إذا سمع أحداً يخوض في هذا يقول له:
 وعندما كان في طاجكستان حاول القائد الطاجيكي العسكري رضوان الإساءة إليه، ورغم طلب جنوده منه أن يرد عليه إلا أنه طلب منهم أن لا يشغلهم هذا القائد عن قتال الشيوعيين.

لا ينبغي للقائد أن يصاب بالياس أو القنوط حتى وهو في أحلك الظروف وعليه أن يبذل كل الجهد للخلاص من الأزمة دون أن يبدي هلعاً أو يثير الفزع في نفوس الرفاق، وكان خطاب ذا إرادة حديدية لا يعرف اليأس لقلبه طريقاً ففي حصار غروزني لما ضاقت السبل بالمجاهدين لم يدفعهم ذلك للاستسلام أو التخاذل بل صمدوا حتى تحقق لهم الانحياز بما يشبه المعجزة العسكرية. الرفق بالمدنيين والحرص على سلامتهم فالجهاد بالنفس وطلب الشهادة والتضحية لا يعني أن يتعامل المجاهدون مع المدنيين والأهالي، بنفس الأسلوب الذي يتبعونه مع أنفسهم، بل ينبغي الرفق بهم والحرص عليهم وعلى أرواحهم وكان خطاب مدركاً لذلك تماماً، وكان حريصاً على ألا يصيب الأهالي أي أذى بسبب المجاهدين، يقول أبو عمر حاكياً عن دخول المجاهدين قرية تاوزني:

أما حزمه وانضباطه فتحدث عن حزمه هو شخصياً حيث يقول:

### العقيدة والدعوة
كان خطاب سلفي العقيدة والمنهج وصرح بذلك في أشرطته الخاصة وجلساته العامة ولكنه لم يكن متعصباً أبداً لمجموعته، فكتب له قبولاً لدى كل الإتجاهات الإسلامية وينصح أهلها ويقبل نصيحتهم، كما له علاقة قوية بشيوخ المجاهدين من أمثال الشيخ حمود العقلا وكان يستشيرهم في قضايا الجهاد والعلم والدعوة، ولهذا لم يعهد على مجموعته الجهادية في الشيشان بدع أو انحرافات، رأى خطاب أن الشيشان بلد خصبة للدعوة فعمل محاضن دعوية لتكوين مجموعات دعوية جهادية على الخط الصحيح، فأنشأ معهد القوقاز لإعداد الدعاة حيث يلزم كل شخص بالانضمام إليه قبل قبوله في الجهاد فيخضع لدورة علمية مكثفة تقارب الشهرين، ما لبث أن تكاثر الناس عليه يريدون العلم والجهاد حتى وصل عددهم إلى 400 طالب جاءوا من التتر وداغستان وطاجيكستان وأوزبكستان والأنجوش وغيرها، ثم تطور العمل فأنشأ داراً لتحفيظ القرآن ووضع برنامجاً لإعداد الدعاة وبرنامجاً آخر لإقامة محاضرات في القرى ودورة للتعليم الأساسي ودورة لرفع مستوى الدعاة وكما قال:«رأينا أثر هذا العمل على مجاهدين في تضحياتهم وبذلهم.» وجعلوا لهم مفتياً لا يتجاوزونه أبداً وهو الشيخ أبو عمر السيف البوعينين التميمي من منطقة الجبيل بشرق السعودية.
على الرغم من أن خطاب قاتل في أفغانستان ولم يتقاتل مع أحد الأفغان لخلاف عقدي رغم أنتشار التصوف فيه، ثم قاتل في طاجيكستان تحت قيادة عبد الله نوري، ورغم سيادة التصوف هناك إلا أن الناس تعلقوا بخطاب حتى دب الحسد في قلوب بعض القادة كالقائد رضوان وعندما وصل للشيشان دعاهم للصلاة والزكاة وقراءة القرآن ولم يدعهم إلى أي مسألة عقدية، فلما تمكن هناك وصار حبه في قلوب الناس كلهم أنشأ المعاهد العلمية التي تعلم العقيدة، كان يحذر أصحابه من الخوض فيما يثير الناس في بداية جهاده في كل منطقة فإذا رأى من الناس إقبالاً على الخير دعاهم بعد ذلك إلى العقيدة السلفية، ولهذا منع أصحابه من الذهاب إلى الأسواق والدخول للمدن والقرى لأن التصوف قوي في تلك البلاد، فخاف أن يقوم مشايخ الصوفية بإثارة الناس عليهم، فكان هناك من يقوم بالذهاب إلى السوق كل يومين ليقضي حاجات المجاهدين، بل إنه لم يذهب في حياته كما قال إلى غروزني إلا مرة واحدة، وبعد إصرار من القادة الشيشانيين لحضور حفل تكريم له.
ورغم محاولة علماء الصوفية استثارته إلا أنهم فشلوا فوصفوه بأنه وهابي أكفر من اليهود والمسيحيين وزعموا أن جهاده أيام دوداييف باطل لأن حرب دوداييف حرب وطنية فقط، وقد حارب تحت راية جوهر دوداييف - الرئيس الشيشاني السابق - ولكن كان له برنامج خاص لمجموعته، واعترض عليه في بداية جهاده في الشيشان بعض الدعاة فقالوا: «كيف تقاتل مع صوفية وحلولية» فكان يحدث أصحابه أن هؤلاء حديثي عهد بكفر وإلحاد فلا تعجلوا، واستطاع أن يقنعهم كعادته في أسلوب الإقناع وهو الذي قال فيه أحد زملائه: «لو قال خطاب عن كأس اللبن إنه ماء لصدقته.»

## المرجع
- كتاب سيرة سيف الإسلام خطاب، تم تحميله على موقع خطاب على شبكة المعلومات.

## الوصلات الخارجية
- خبر وفاة على يوتيوب خطاب على قناة بي تي بي التلفزيونية الروسية.
- مقطع فيديو على يوتيوب يتلقى فيه خطاب وسام من الرئيس الشيشاني أصلان مسخادوف.
- الجزء الأول على يوتيوب فلم وثائقي عن خطاب على يوتيوب.